# Gustav Lundbäck
Gustav Lundbäck (27 marzo 1993) è un ex sciatore alpino svedese.

## Biografia
Lundbäck, specialista delle prove tecniche attivo dal novembre del 2008, ha esordito in Coppa Europa il 1º dicembre 2013 a Trysil in slalom speciale (senza completare la gara), in Coppa del Mondo il 13 novembre 2016 a Levi in slalom speciale (senza qualificarsi per la seconda manche), e ai Campionati mondiali a Sankt Moritz 2017, sua unica presenza iridata, dove ha vinto la medaglia di bronzo nella gara a squadre (partecipando come riserva) e si è classificato 37º nello slalom speciale. Ha preso per l'ultima volta il via in Coppa del Mondo il 17 gennaio 2021 a Flachau in slalom speciale, senza completare la prova (non ha portato a termine nessuna delle 16 gare nel massimo circuito cui ha preso parte) e si è ritirato al termine di quella stessa stagione 2020-2021: la sua ultima gara è stata lo slalom speciale dei Campionati svedesi 2021, disputato a Åre il 28 marzo e nel quale Lundbäck ha vinto la medaglia d'argento. Non ha preso parte a rassegne olimpiche.

## Palmarès

### Mondiali
- 1 medaglia:
  - 1 bronzo (gara a squadre a Sankt Moritz 2017)

### Mondiali juniores
- 1 medaglia:
  - 1 oro (gara a squadre a Jasná 2014)

### Coppa Europa
- Miglior piazzamento in classifica generale: 103º nel 2017

### Far East Cup
- Miglior piazzamento in classifica generale: 38º nel 2016
- 1 podio:
  - 1 terzo posto

### Campionati svedesi
- 6 medaglie[1]:
  - 3 argenti (slalom speciale nel 2016; combinata nel 2017; slalom speciale nel 2021)
  - 3 bronzi (combinata nel 2016; slalom speciale nel 2017; slalom gigante nel 2018)